# 튀각
튀각은 다시마 등을 잘게 잘라 끓는 기름에 튀긴 반찬이다. 다시마, 김, 미역 같은 계절식품 중에서 물기가 적은 것을 잘 보관해 두었다가 필요할 때 사용한다. 튀각산자는 다시마의 한쪽 면에 찹쌀밥을 얇게 발라 말린 다음 기름에 튀긴다.

## 참고 문헌
- 이 문서에는 다음커뮤니케이션(현 카카오)에서 GFDL 또는 CC-SA 라이선스로 배포한 글로벌 세계대백과사전의 내용을 기초로 작성된 글이 포함되어 있습니다.